# Marconi Intel Xeon
Marconi Intel Xeon (Lenovo NeXtScale nx360M5) -  це система рівня Tier-0, розроблена CINECA і заснована на платформі Lenovo NeXtScale, яка замінила колишню систему IBM BG / Q (FERMI) в червні 2016 року. MARCONI заснована на наступному поколінні сімейства продуктів Intel® Xeon Phi разом з сімейством продуктів Intel® Xeon® E5-2600 v4, пропонує науковому співтовариству технологічно передову і енергоефективну високопродуктивну обчислювальну систему. В даний момент займає 72 місце за рейтингом Top500 [Архівовано 2 лютого 2018 у Wayback Machine.]. 
Угода про створення системи була підписана 30 березня після узгодженої процедури відбору, яка почалася декілька років тому за європейським тендером, опублікованим в квітні 2015 року. Процедура була закрита в грудні 2015 року, що забезпечило реалізацію обчислювальної системи від Lenovo (один з трьох найбільших світових виробників серверів на ринку). 
Створення системи Macroni - це перший крок італійського плану розвитку комп'ютерної інфраструктури, обраний керівниками Cineca, що спрямований на підтримку наукових досліджень в країні. Глобальний план розвитку системи передбачає інвестиції в розмірі 50 млн. 

## Технічні характеристики

### Основні характеристики
Цей суперкомпьютер використовує нову архітектуру Intel® Omni-Path Architecture, яка забезпечує високопродуктивний взаємозв'язок, необхідний для ефективного масштабування тисячі серверів системи. Високопродуктивна підсистема зберігання даних Lenovo GSS, об'єднуюча файлову систему IBM Spectrum Scale (GPFS), підключається до технології Intel Omni-Path Fabric та забезпечує можливість зберігання даних.
Згідно інформації Top500 [Архівовано 2 лютого 2018 у Wayback Machine.] та Cineca [Архівовано 15 травня 2018 у Wayback Machine.] Marconi Intel Xeon - Lenovo NeXtScale nx360M5, Xeon E5-2697v4 18C 2.3GHz, Omni-Path володіє такими характеристиками:

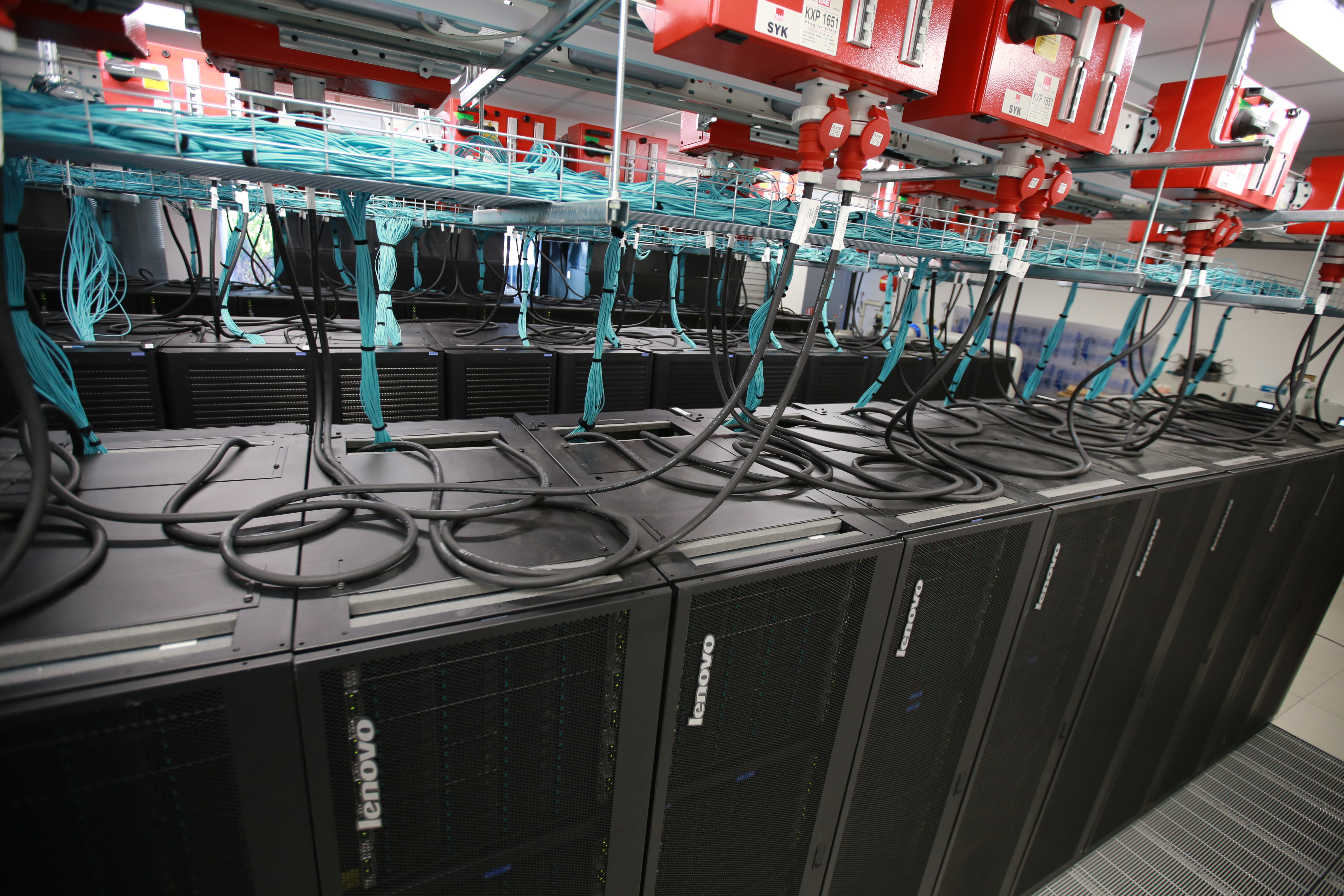
Суперкомп'ютер Marconi Intel Xeon

| Ядра (к-сть.)      | 54432                                   |
| Вузли (к-сть.)     | 720                                     |
| Процесор           | 2х18-ядер Intel Xeon E5-2697v4 2,30 ГГц |
| Оперативна пам'ять | 128 Гб / вузол, 3,5 ГБ / ядро           |
| Вбудована мережа   | OmniPath Cluster Intel                  |
| Архітектура        | Intel OmniPath Architecture 2:1         |
| Місце на диску     | 17PB                                    |
| Потужність         | 1,360.80 kW (Derived)                   |
| Операційна система | Linux                                   |

### Продуктивність системи

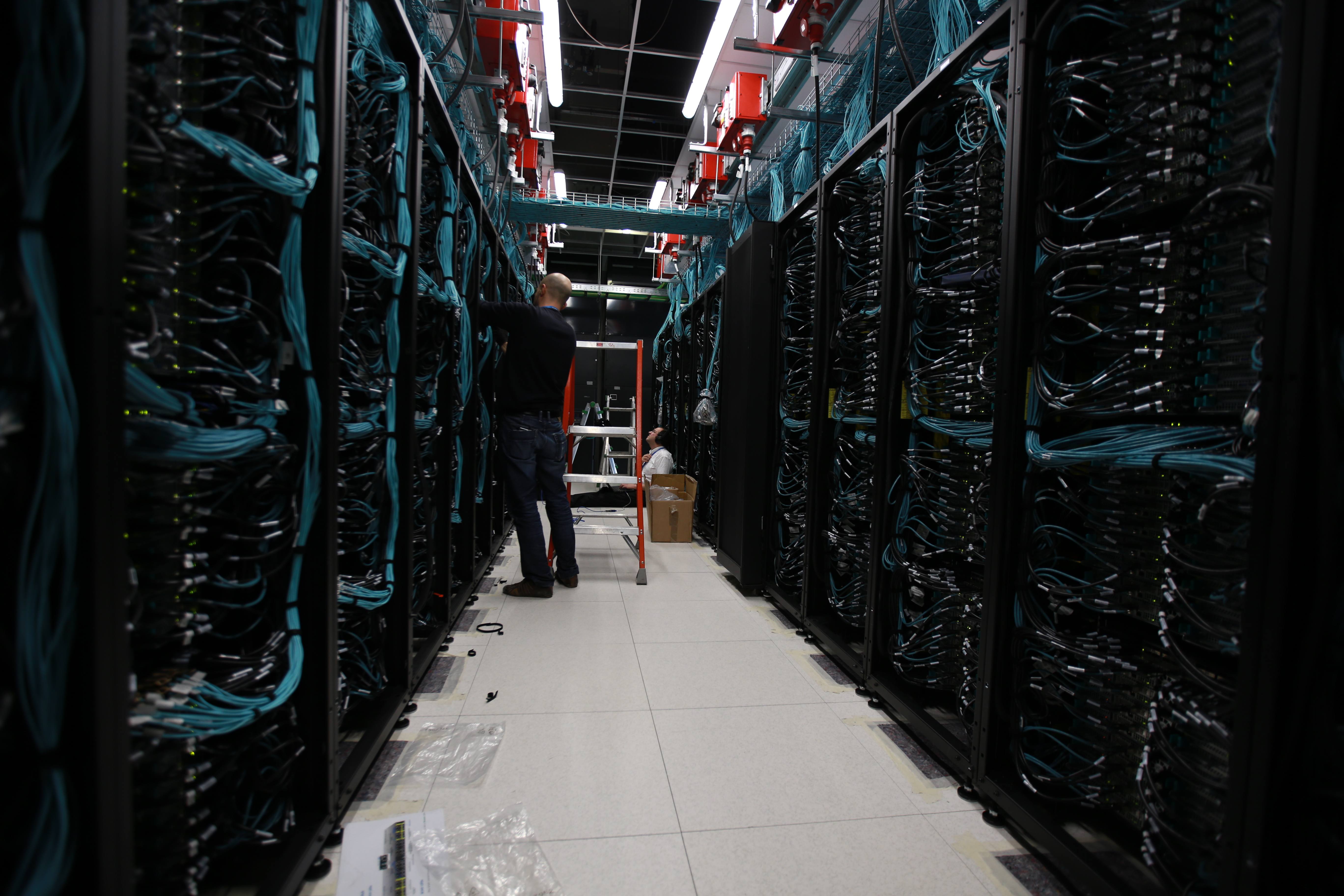
Система Marconi

Продуктивність суперкомп'ютера Marconi Intel Xeon згідно Top500 [Архівовано 12 грудня 1998 у Wayback Machine.].
| Linpack Performance (Rmax) | 1,723.89 TFlop/s |
| Theoretical Peak (Rpeak    | 2,003.1 TFlop/s  |
| Nmax                       | 4,320,000        |

### Marconi Network
Особливості мережі Marconi за допомогою якої працює суперкомп'ютер:
Тип мережі: новий Intel Omnipath, 100 Гбіт / с. MARCONI - найбільший у світі Omnipath кластер. 
Мережева топологія: Fat-tree 2:1 супроводжується лише на рівні основних вимикачів. 
Основні комутатори: 5 х основного комутатора OPA "Sawtooth Forest", 768 портів на кожен. 
Edge Switch: 216 OPA Edge Switch «Eldorado Forest», 48 портів кожен. 
Максимальна конфігурація системи: 5 (ОРА) x 768 (портів) x 2 (звуження) → 7680 серверів.

## Доступ
Всі вузли входу мають ідентичне середовище і можуть бути досягнуті за допомогою протоколу SSH (Secure Shell) з використанням «колективного» імені хоста:
> login.marconi.cineca.it
який встановлює з'єднання з одним з доступних вузлів входу.
Для отримання інформації про передачу даних з інших комп'ютерів потрібно дотримуватись інструкцій і застережень в виділеному розділі Сховище даних [Архівовано 15 травня 2018 у Wayback Machine.] або в документі Data Management [Архівовано 15 травня 2018 у Wayback Machine.].

## Керування обліковими записами
Для отримання інформації по обліковим записам, потрібно звернутися до спеціалізованого розділу.
Account_no (або проект) важливий для пакетного виконання. Вам потрібно вказати account_no, це слід враховувати в планувальнику, використовуючи прапорець "-A"
#SBATCH -A <account_no>
Потрібно пам'ятати, що різні проекти, як правило, активні на різних хостах. За допомогою команди "saldo-b" можливо вказати всі облікові записи, пов'язані з вашим ім'ям користувача. У таких системах, як MARCONI, де різні розділи доступні в одному середовищі, слід вказати ім'я хоста в команді "saldo":
> Saldo-b (звіти про проекти, визначеними в Marconi-BDW - за замовчуванням);
> Saldo-b -knl (звіти про проекти, визначеними в Marconi-KNL);
> Saldo-b --skl (звіти про проекти, визначеними в Marconi-SKL);

### Керування бюджетом облікових записів
В MARCONI була визначена і впроваджена політика керування використанням одиниць бюджету (запасу) проекту. Для кожного облікового запису щомісячна квота визначається як:
monthTotal = (total_budget / total_no_of_months)
Починаючи з першого дня кожного місяця, співавтори всіх облікових записів можуть використовувати квоту з повним пріоритетом. Поки бюджет споживається, завдання, що надходять з рахунку, поступово втрачають пріоритет, до тих пір, поки щомісячний бюджет (сума виділена на місяць) повністю не використається. На даний момент їх робота все ще буде розглянутися для виконанувана, але з меншим пріоритетом, ніж робота з облікових записів, які ще мають місячний запас.
Ця політика подібна до тих, що вже застосовуються іншими важливими центрами HPC в Європі та в цілому світі. Мета полягає в тому, щоб поліпшити час відгуку, надаючи користувачам можливість використовувати час процесора, призначений для проекту, в співвідношенні до їх фактичного розміру (загальна кількість основного часу).

## Диски та файлові системи
Організація зберігання відповідає інфраструктурі CINECA (Розділ Зберігання даних і файлових систем [Архівовано 15 травня 2018 у Wayback Machine.]).
На додаток до домашньої директорії $ HOME для кожного користувача визначена зона $ CINECA_SCRATCH, на диску зберігання даних і тимчасових файлів виконання.
$ WORK area визначає кожен активний проєкт в системі, який зарезервований для всіх співавторів проекту. Це безпечна область зберігання, що дозволяє зберігати дані під час виконання проекту на весь термін використання.

## NeXtScale nx360 M5

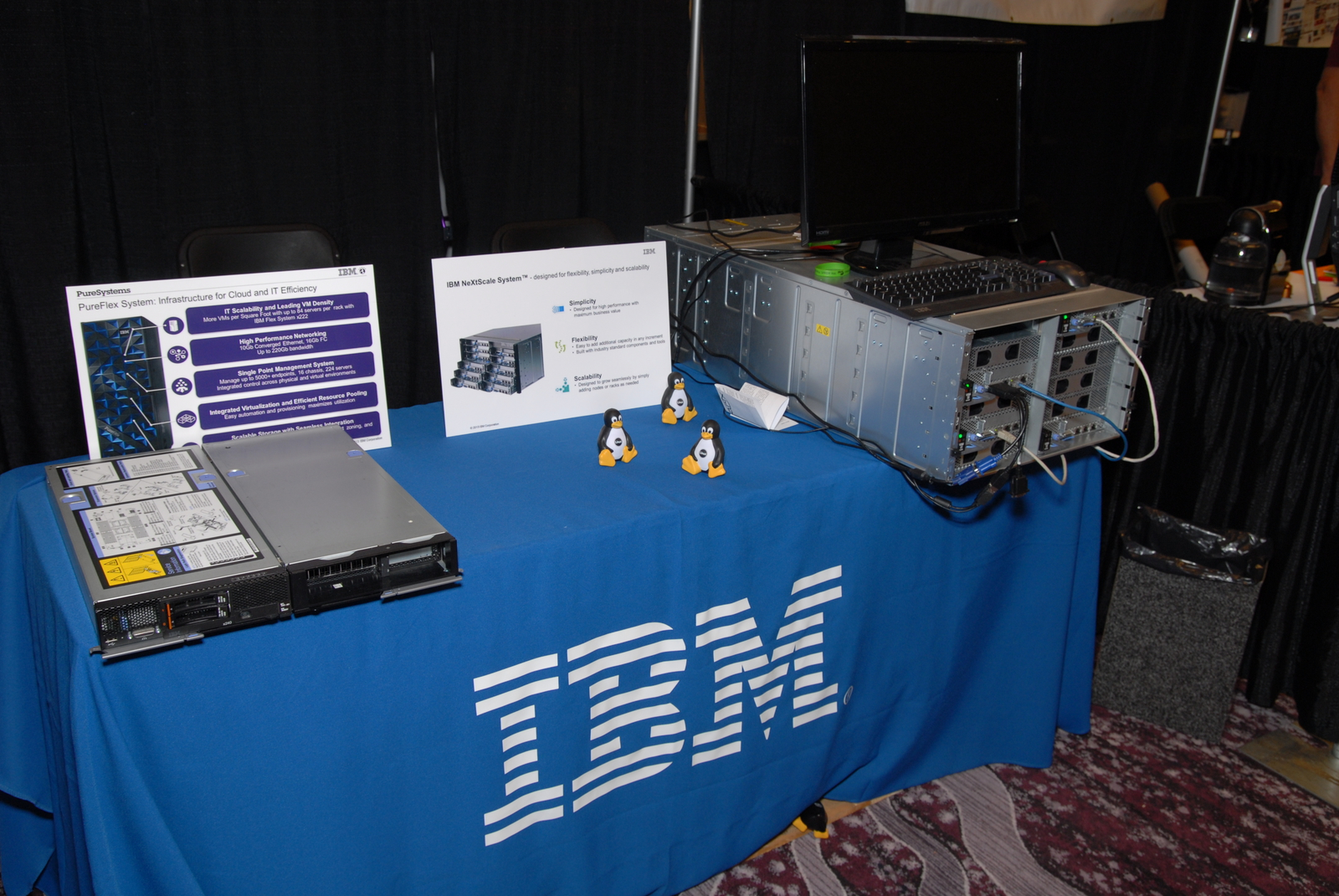
Система NeXtScale nx360 M5

NeXtScale System - це відкрите, гнучке і просте рішення для користувачів центрів обробки даних, технічних обчислень, розгортання мереж, аналітичних навантажень і віртуалізаційних інфраструктур. Корпус NeXtScale n1200 і сервер NeXtScale nx360 M5 призначені для оптимізації продуктивності в межах інфраструктур центрів обробки даних. Корпус 6U NeXtScale n1200 підходить для стандартної 19-дюймової стійки, і в корпус можна встановити до 12 nx360 серверів M5. Завдяки більшій обчислювальної потужності на ват і новим процесорам Intel Xeon v4, можна скоротити витрати, зберігаючи при цьому швидкість і доступність. Корпуси nx360 M5 та n1200 мають можливості для підключення водяного охолоджується, для досягнення максимальної ефективності в охолодженні під час обробки даних.
Використання: HPC, технічні обчислення, розгортання сітки, аналітичні навантаження, керування послугами провайдерів та візуалізація інфраструктур різних середовищ.